# James Cromwell
James Oliver Cromwell, född 27 januari 1940 i  Los Angeles, Kalifornien, är en amerikansk skådespelare. Han är son till regissören John Cromwell.
Cromwell Oscar-nominerades 1996 i kategorin Bästa manliga biroll för sin roll som bonden Arthur H. Hoggett i Babe – den modiga lilla grisen (1995). Han har även Emmy-nominerats tre gånger för sina insatser i TV-filmen RKO 281 (2000) samt TV-serierna Cityakuten (2001) och Six Feet Under (2003). 2013 vann han för första gången en Emmy för sin roll i American Horror Story.
Cromwell är sedan länge vegetarian och engagerad i djurrättsfrågor. Han har även varit engagerad i "The Committee to Defend The Panthers" under sena 1960-talet, i försvar av 13 medlemmar av Svarta pantrarna som fängslades. Han har även varit kritisk till president George W. Bush.

## Filmografi i urval
- 1976 – Släpp deckarna loss, det är mord
- 1977 - M*A*S*H, avsnitt Last Laugh (gästroll i TV-serie)
- 1978 – Snacka om deckare, alltså!
- 1980 – Lilla huset på prärien (gästroll i TV-serie, 2 avsnitt)
- 1983 – Dr. Hfuhruhurrs dilemma
- 1984 – Nördarna kommer!
- 1989 – Pink Cadillac
- 1990 och 1993 - Star Trek: The Next Generation, (gästroll i TV-serie, 3 avsnitt)
- 1993 – Romeo Is Bleeding
- 1995 – Babe - den modiga lilla grisen
- 1996 – Eraser
- 1996 – Larry Flynt - skandalernas man
- 1996 – Star Trek: First Contact
- 1997 – L.A. konfidentiellt
- 1998 – Babe - en gris kommer till stan
- 1998 – Deep Impact
- 1998 – Species II
- 1999 – The Bachelor
- 1999 – Generalens dotter
- 1999 – Den gröna milen
- 1999 – RKO 281
- 2000 – Space Cowboys
- 2002 – Spirit - Hästen från vildmarken (röst)
- 2002 – The Sum of All Fears
- 2003 – The Snow Walker
- 2003 – Angels in America (TV-serie)
- 2003–2005 – Six Feet Under (TV-serie)
- 2004 – I, Robot
- 2005 – Benknäckargänget – Krossa dem
- 2006 – The Queen
- 2007 – Spider-Man 3
- 2007 – 24 (TV-serie)
- 2008 – W.
- 2009 – Surrogates
- 2011 – The Artist
- 2012–2013 – American Horror Story (TV-serie)
- 2012–2013 – Board Walk Empire (TV-serie) (fyra avsnitt)
- 2014 – Big Hero 6 (röst)
- 2015 – Halt and Catch Fire (TV-serie)
- 2018 – Jurassic World: Fallen Kingdom